# Hemidactylus yerburii
Espèce
Synonymes
- Hemidactylus yerburyi Anderson, 1895

Hemidactylus yerburii est une espèce de geckos de la famille des Gekkonidae.

## Répartition
Cette espèce se rencontre en Éthiopie, en Somalie, au Yémen, en Arabie saoudite et en Oman.

## Liste des sous-espèces
Selon The Reptile Database (2 octobre 2012) :
- Hemidactylus yerburii montanus Busais & Joger, 2011
- Hemidactylus yerburii pauciporosus Lanza, 1978
- Hemidactylus yerburii yerburyi Anderson, 1895

## Étymologie
Cette espèce est nommée en l'honneur de John William Yerbury.

## Publications originales
- Anderson, 1895 : On a collection of reptiles and batrachians made by Colonel Yerbury at Aden and its neighbourhood. Proceedings of the Zoological Society of London, vol. 1895, p. 635-663 (texte intégral).
- Busais & Joger, 2011 : Three new species and one new subspecies of Hemidactylus Oken, 1817 from Yemen (Squamata, Gekkonidae). Vertebrate Zoology, vol. 61, no 2, p. 267-280 (texte intégral).
- Lanza, 1978 : On some new or interesting east African amphibians and reptiles. Monitore zoologico italiano, Supplemento, vol. 10, no 14, p. 229-297.